# 高過剩數
高過剩數（highly abundant number）是指一正整數．其除數函數（含本身的所有因數和）大於所有較小正整數的除數函數。
高過剩數及一些有類似特性的整數最早是由皮萊在1943年提出的，萊昂尼達斯·Alaoglu及保羅·艾狄胥進行了一些相關的研究．列出了所有小於104的高過剩數，並證明小於整數N的高過剩數個數至少和log2 N成正比。他們也證明了7200是高過剩數中最大的冪數，也是其有奇數個因數的最大高過剩數。

## 定義及舉例
自然數n為高過剩數，若且唯若對於所有小於n的自然數m，下式恆成立：
{\displaystyle \sigma (n)>\sigma (m)}
其中σ為除數函數。
頭幾個高過剩數為：
1, 2, 3, 4, 6, 8, 10, 12, 16, 18, 20, 24, 30, 36, 42, 48, 60, ... （OEIS數列A002093）.
以5為例，σ(5) = 5+1 = 6小於σ(4) = 4 + 2 + 1 = 7，因此5不是高過剩數，而σ(8) = 8 + 4 + 2 + 1 = 15大於所有較小正整數的除數函數，因此8是高過剩數。

## 和其他整數的關係
雖然前8個階乘的結果都是高過剩數，不過不是所有階乘的結果均為高過剩數
σ(9!) = σ(362880) = 1481040,
但有數字較9!小，而除數函數比σ(9!)大
σ(360360) = 1572480,
因此9!不是高過剩數。
Alaoglu及保羅·艾狄胥發現所有的超過剩數都是高過剩數，因此提出一個問題：是否存在著無限多個不是超過剩數的高過剩數。數學家尼可拉斯在1969年證實了上述的問題。
高過剩數和過剩數名稱中都有「過剩數」一詞，其中也有一些數字重覆，但不是所有的高過剩數都是過剩數，前7個高過剩數都不是過剩數，也不是所有的過剩數都是高過剩數，例如數字40為過剩數，不是高過剩數。